# Ga Vạn Phú
Ga Vạn Phú là một nhà ga xe lửa tại xã Phù Mỹ Bắc, tỉnh Gia Lai. Nhà ga là một điểm trên tuyến đường sắt Bắc Nam tiếp nối sau ga Bồng Sơn và trước ga Phù Mỹ.